# Djupen (Norbergs socken, Västmanland, 665941-149849)
Djupen är en sjö i Norbergs kommun i Västmanland och ingår i Norrströms huvudavrinningsområde.